# کامپول پاتوماکاکول
کامپول پاتوماکاکول (تایلندی: กัมพล ปฐมอรรฆย์กุล؛ زادهٔ ۲۷ ژوئیهٔ ۱۹۹۲) بازیکن فوتبال اهل تایلند است.
از باشگاه‌هایی که در آن بازی کرده‌است می‌توان به باشگاه فوتبال ناکون راتچاسیما و باشگاه فوتبال موانگتونگ یونایتد اشاره کرد.
وی همچنین در تیم‌های ملی فوتبال زیر ۲۳ سال تایلند و تایلند بازی کرده‌است.